# Dmitri Kovalev (volley-ball)
Pour les articles homonymes, voir Dmitri Kovalev.
Dmitri Kovalev (en russe : Дмитрий Ковалев) est un joueur russe de volley-ball né le 15 mars 1991 à Perm (kraï de Perm, alors en URSS). Il mesure 1,98 m et joue passeur.

## Clubs
| Club         | De        | À   |
| ------------ | --------- | --- |
| Prikame Perm | 2009-2010 | ... |

## Palmarès
- Championnat du monde des moins de 21 ans (1)
  - Vainqueur : 2011
- Championnat d'Europe des moins de 21 ans (1)
  - Vainqueur : 2010